# Cerise Tersteeg
Cerise Tersteeg (3 september 1992) is een Nederlands langebaanschaatsster.

## Records

### Persoonlijke records[2]
| Afstand    | Tijd    | Datum            | Baan       |
| ---------- | ------- | ---------------- | ---------- |
| 500 meter  | 40,49   | 15 december 2012 | Utrecht    |
| 1000 meter | 1.21,42 | 11 november 2012 | Heerenveen |
| 1500 meter | 2.05,33 | 20 december 2011 | Heerenveen |
| 3000 meter | 4.30,53 | 25 januari 2012  | Heerenveen |